# Argulus mongolianus
Argulus mongolianus is een visluizensoort uit de familie van de Argulidae. De wetenschappelijke naam van de soort is voor het eerst geldig gepubliceerd in 1939 door Tokioka.